# Блено ле Понт а Мусон
Блено ле Понт а Мусон (фр. Blénod-lès-Pont-à-Mousson) насеље је и општина у североисточној Француској у региону Лорена, у департману Мерт и Мозел која припада префектури Нанси.
По подацима из 2011. године у општини је живело 4353 становника, а густина насељености је износила 454,38 становника/km². Општина се простире на површини од 9,58 km². Налази се на средњој надморској висини од 182 метара (максималној 331 m, а минималној 179 m).

## Демографија
| 1962. | 1968. | 1975. | 1982. | 1990. | 1999. | 2011. |
| ----- | ----- | ----- | ----- | ----- | ----- | ----- |
| 3.067 | 3.802 | 4.074 | 4.553 | 4.768 | 4.899 | 4.353 |

График промене броја становника у току последњих година